# Serie Mundial de Rugby 7 2022-23
La Serie Mundial de Rugby 7 2022-23 fue la 24.ª temporada del circuito de selecciones nacionales masculinas de rugby 7.
Las cuatro mejores selecciones clasificaron a los Juegos Olímpicos de París 2024.

## Formato
Cada torneo se disputó en un fin de semana, a lo largo de dos o tres días. Participaron 16 equipos.
Se dividieron en cuatro grupos de cuatro equipos, cada grupo se resolvió con el sistema de todos contra todos a una sola ronda; la victoria otorgó 3 puntos, el empate 2 y la derrota 1 punto.
Los dos equipos con más puntos en cada grupo avanzaron a cuartos de final de la Copa. Los cuatro ganadores avanzaron a semifinales de la Copa, y los cuatro perdedores a semifinales por el 5.º lugar.
Los dos equipos con menos puntos en cada grupo avanzaron a cuartos de final de la challenge trophy. Los cuatro ganadores avanzaron a semifinales de la challenge trophy, y los cuatro perdedores a semifinales por el 13.er lugar.

## Equipos
| África - Kenia - Sudáfrica Asia - Japón Europa - España - Francia - Gran Bretaña - Irlanda | América - Argentina - Canadá - Estados Unidos - Uruguay Oceanía - Australia - Fiyi - Nueva Zelanda - Samoa |

- Un equipo más será invitado para cada una de las etapas del circuito.

## Calendario
| Torneo              | Estadio                      | Ciudad          | Fecha                            | Campeón       |
| ------------------- | ---------------------------- | --------------- | -------------------------------- | ------------- |
| Hong Kong 2022      | Hong Kong Stadium            | Hong Kong       | 4-6 de noviembre de 2022         | Australia     |
| Dubái 2022          | The Sevens Stadium           | Dubái           | 2-3 de diciembre de 2022         | Sudáfrica     |
| Sudáfrica 2022      | Estadio de Ciudad del Cabo   | Ciudad del Cabo | 9-11 de diciembre de 2022        | Samoa         |
| Nueva Zelanda 2023  | Estadio Waikato              | Hamilton        | 21-22 de enero de 2023           | Argentina     |
| Australia 2023      | Sydney Football Stadium      | Sídney          | 27-29 de enero de 2023           | Nueva Zelanda |
| Estados Unidos 2023 | Dignity Health Sports Park   | Los Ángeles     | 25-26 de febrero de 2023         | Nueva Zelanda |
| Canadá 2023         | Estadio BC Place             | Vancouver       | 3-5 de marzo de 2023             | Argentina     |
| Hong Kong 2023      | Hong Kong Stadium            | Hong Kong       | 31 de marzo - 2 de abril de 2023 | Nueva Zelanda |
| Singapur 2023       | Estadio Nacional de Singapur | Singapur        | 8-9 de abril de 2023             | Nueva Zelanda |
| Francia 2023        | Estadio Ernest-Wallon        | Toulouse        | 12-14 de mayo de 2023            | Nueva Zelanda |
| Londres 2023        | Estadio Twickenham           | Londres         | 20-21 de mayo de 2023            | Argentina     |

## Tabla de posiciones
Cada torneo otorga puntos de campeonato, según la siguiente escala:
- Copa: 22 puntos al campeón, 19 puntos al subcampeón, 17 puntos al tercero, 15 puntos al cuarto.
- 5.º lugar: 13 puntos al campeón, 12 puntos al subcampeón, 10 puntos a los semifinalistas.
- 9.º lugar: 8 puntos al campeón, 7 puntos al subcampeón, 5 puntos a los semifinalistas.
- 13.er lugar: 3 puntos al campeón, 2 puntos al subcampeón, 1 puntos a los semifinalistas.

| Pos | País           | HKG-1 | UAE | RSA | NZL | AUS | USA | CAN | HKG-2 | SGP | FRA | ENG | Puntos |
| --- | -------------- | ----- | --- | --- | --- | --- | --- | --- | ----- | --- | --- | --- | ------ |
| 1   | Nueva Zelanda  | 8     | 17  | 19  | 19  | 22  | 22  | 13  | 22    | 22  | 22  | 14  | 200    |
| 2   | Argentina      | 13    | 12  | 12  | 22  | 8   | 19  | 22  | 13    | 19  | 19  | 20  | 179    |
| 3   | Fiyi           | 19    | 8   | 13  | 10  | 17  | 17  | 10  | 19    | 17  | 8   | 18  | 156    |
| 4   | Francia (*)    | 17    | 13  | 8   | 15  | 15  | 8   | 19  | 17    | 10  | 17  | 12  | 151    |
| 5   | Australia      | 22    | 10  | 7   | 13  | 10  | 15  | 17  | 5     | 13  | 13  | 8   | 133    |
| 6   | Samoa          | 15    | 10  | 22  | 8   | 13  | 13  | 8   | 7     | 15  | 5   | 16  | 132    |
| 7   | Sudáfrica      | 10    | 22  | 15  | 10  | 19  | 10  | 3   | 12    | 5   | 10  | 4   | 120    |
| 8   | Irlanda        | 10    | 19  | 5   | 12  | 12  | 10  | 15  | 8     | 1   | 12  | 10  | 114    |
| 9   | Gran Bretaña   | 5     | 5   | 10  | 5   | 10  | 12  | 10  | 15    | 12  | 10  | 6   | 100    |
| 10  | Estados Unidos | 12    | 15  | 17  | 17  | 5   | 3   | 12  | 10    | 3   | 1   | 3   | 98     |
| 11  | España         | 5     | 3   | 5   | 3   | 2   | 7   | 5   | 10    | 8   | 7   | 2   | 57     |
| 12  | Uruguay        | 3     | 7   | 10  | 1   | 3   | 5   | 5   | 5     | 10  | 5   | -   | 54     |
| 13  | Kenia          | 1     | 5   | 3   | 7   | 5   | 1   | 7   | 1     | 7   | 3   | -   | 40     |
| 14  | Canadá         | 7     | 2   | 2   | 2   | 1   | 5   | 1   | 2     | 2   | 15  | -   | 39     |
| 15  | Japón          | 2     | 1   | 1   | 1   | 1   | 2   | 2   | 1     | 5   | 2   | 1   | 19     |
| 16  | Tonga          | -     | -   | -   | 5   | 7   | -   | -   | -     | -   | -   | -   | 12     |
| 17  | Hong Kong      | 1     | -   | -   | -   | -   | -   | -   | 3     | 1   | -   | -   | 5      |
| 18  | Chile          | -     | -   | -   | -   | -   | 1   | 1   | -     | -   | -   | -   | 2      |
| 19  | Uganda         | -     | 1   | 1   | -   | -   | -   | -   | -     | -   | -   | -   | 2      |
| 20  | Alemania       | -     | -   | -   | -   | -   | -   | -   | -     | -   | 1   | -   | 1      |

|  | Clasificado a los Juegos Olímpicos 2024                    |
|  | (*) Clasificado a los Juegos Olímpicos 2024 como anfitrión |
|  | En puesto de clasificación a los Juegos Olímpicos 2024     |
|  | En puesto de repechaje para la temporada 2023-24           |
|  | En puesto de relegación para la temporada 2023-24          |
|  | Equipos invitados en las distintas etapas del circuito     |

| Bandera de Nueva Zelanda |
| Campeón Nueva Zelanda    |
| Décimo cuarto título     |